# 안할트쾨텐
안할트쾨텐(독일어: Anhalt-Köthen)은 두 시기에 걸쳐 존재한 독일의 옛 나라이다. 수도는 쾨텐이었다. 첫 번째 안할트쾨텐 후국은 안할트체르프스트 후국이 1396년 안할트데사우와 안할트쾨텐으로 분할되면서 등장했으며, 1552년 안할트데사우에 흡수된다.
한편 1544년 안할트데사우가 분열되면서 안할트체르프스트 후국이 다시 세워지는데, 이 후국이 1603년 다시 나뉘면서 두 번째 안할트쾨텐 후국이 등장한다. 안할트쾨텐은 후작 아우구스트 루트비히가 1774년 사망하면서 일부 영토가 안할트플레스로 떨어져 나간다.
1806년 나폴레옹에 의하여 신성 로마 제국이 멸망하면서 안할트쾨텐은 공국으로 승격된다. 1847년 11월 23일 하인리히 안할트쾨텐 공작이 독신으로 사망함에 따라 안할트쾨텐 공작위는 완전히 끊기게 된다. 대가 끊어진 직후 안할트쾨텐의 영토는 안할트데사우에 합병되었고, 1863년 안할트베른부르크의 대도 완전히 끊기게 되면서 안할트데사우가 안할트베른부르크의 지방도 합병하여 안할트 지방으로 통합한다.

## 같이 보기
- 안할트